# Кубок Англии по футболу 1898/1899
Кубок Англии 1898/99 (англ. FA Cup 1898–99) — 28-й розыгрыш старейшего кубкового футбольного турнира, Кубка Футбольной ассоциации, более известного как Кубок Англии. Победителем турнира стал клуб «Шеффилд Юнайтед», обыгравший в финальном матче «Дерби Каунти» со счётом 4:1.

## Календарь
| Раунд                            | Дата                      |
| -------------------------------- | ------------------------- |
| Предварительный раунд            | Суббота, 24 сентября 1898 |
| Первый квалификационный раунд    | Суббота, 1 октября 1898   |
| Второй квалификационный раунд    | Суббота, 15 октября 1898  |
| Третий квалификационный раунд    | Суббота, 29 октября 1898  |
| Четвёртый квалификационный раунд | Суббота, 19 ноября 1898   |
| Пятый квалификационный раунд     | Суббота, 10 декабря 1899  |
| Первый раунд                     | Суббота, 28 января 1899   |
| Второй раунд                     | Суббота, 11 февраля 1899  |
| Третий раунд                     | Суббота, 25 февраля 1899  |
| Полуфиналы                       | Суббота, 18 марта 1899    |
| Финал                            | Суббота, 15 апреля 1899   |

## Первый раунд
В первом раунде сыграли 32 команды, включая 10 победителей пятого квалификационного раунда, а также 18 команд из Первого дивизиона, 3 команды из Второго дивизиона («Ньютон Хит», «Вулидж Арсенал» и «Манчестер Сити») и 1 команды из Южной футбольной лиги («Саутгемптон»). Оставшиеся команды Второго дивизиона играли в квалификационных раундах, из них в первый раунд вышли только «Гримсби Таун», «Смолл Хит» и «Глоссоп Норт Энд». Также в этом раунде сыграли 7 клубов, не входивших в Футбольную лигу, но прошедших квалификационные раунды.
| №           | Хозяева                 | Счёт | Гости                   | Дата           |
| ----------- | ----------------------- | ---- | ----------------------- | -------------- |
| 1           | Бристоль Сити           | 2:4  | Сандерленд              | 28 января 1899 |
| 2           | Бернли                  | 2:2  | Шеффилд Юнайтед         | 28 января 1899 |
| Переигровка | Шеффилд Юнайтед         | 2:1  | Бернли                  | 2 февраля 1899 |
| 3           | Ливерпуль               | 2:0  | Блэкберн Роверс         | 28 января 1899 |
| 4           | Престон Норт Энд        | 7:0  | Гримсби Таун            | 28 января 1899 |
| 5           | Ноттс Каунти            | 2:0  | Кеттеринг               | 28 января 1899 |
| 6           | Ноттингем Форест        | 2:1  | Астон Вилла             | 28 января 1899 |
| 7           | Уэнсдей                 | 2:2  | Сток                    | 28 января 1899 |
| Переигровка | Сток                    | 2:0  | Уэнсдей                 | 2 февраля 1899 |
| 8           | Вулверхэмптон Уондерерс | 0:0  | Болтон Уондерерс        | 28 января 1899 |
| Переигровка | Болтон Уондерерс        | 0:1  | Вулверхэмптон Уондерерс | 1 февраля 1899 |
| 9           | Вест Бромвич Альбион    | 8:0  | Саут Шор                | 28 января 1899 |
| 10          | Эвертон                 | 3:1  | Джарроу                 | 28 января 1899 |
| 11          | Смолл Хит               | 3:2  | Манчестер Сити          | 28 января 1899 |
| 12          | Хинор Таун              | 0:3  | Бери                    | 28 января 1899 |
| 13          | Вулидж Арсенал          | 0:6  | Дерби Каунти            | 28 января 1899 |
| 14          | Нью Бромптон            | 0:1  | Саутгемптон             | 28 января 1899 |
| 15          | Тоттенхэм Хотспур       | 1:1  | Ньютон Хит              | 28 января 1899 |
| Переигровка | Ньютон Хит              | 3:5  | Тоттенхэм Хотспур       | 1 февраля 1899 |
| 16          | Глоссоп                 | 0:1  | Ньюкасл Юнайтед         | 28 января 1899 |

## Второй раунд
| №           | Хозяева              | Счёт | Гости                   | Дата            |
| ----------- | -------------------- | ---- | ----------------------- | --------------- |
| 1           | Ливерпуль            | 3:1  | Ньюкасл Юнайтед         | 11 февраля 1899 |
| 2           | Престон Норт Энд     | 2:2  | Шеффилд Юнайтед         | 11 февраля 1899 |
| Переигровка | Шеффилд Юнайтед      | 2:1  | Престон Норт Энд        | 16 февраля 1899 |
| 3           | Сток                 | 2:2  | Смолл Хит               | 11 февраля 1899 |
| Переигровка | Смолл Хит            | 1:2  | Сток                    | 15 февраля 1899 |
| 4           | Ноттс Каунти         | 0:1  | Саутгемптон             | 11 февраля 1899 |
| 5           | Вест Бромвич Альбион | 2:1  | Бери                    | 11 февраля 1899 |
| 6           | Дерби Каунти         | 2:1  | Вулверхэмптон Уондерерс | 11 февраля 1899 |
| 7           | Эвертон              | 0:1  | Ноттингем Форест        | 11 февраля 1899 |
| 8           | Тоттенхэм Хотспур    | 2:1  | Сандерленд              | 11 февраля 1899 |

## Третий раунд
| № | Хозяева              | Счёт | Гости             | Дата            |
| - | -------------------- | ---- | ----------------- | --------------- |
| 1 | Саутгемптон          | 1:2  | Дерби Каунти      | 25 февраля 1899 |
| 2 | Сток                 | 4:1  | Тоттенхэм Хотспур | 25 февраля 1899 |
| 3 | Ноттингем Форест     | 0:1  | Шеффилд Юнайтед   | 25 февраля 1899 |
| 4 | Вест Бромвич Альбион | 0:2  | Ливерпуль         | 25 февраля 1899 |

## Полуфиналы
| Дерби Каунти | 3:1 | Сток |
| ------------ | --- | ---- |
|              |     |      |

| Шеффилд Юнайтед | 2:2 | Ливерпуль |
| --------------- | --- | --------- |
|                 |     |           |

Переигровка
| Шеффилд Юнайтед | 4:4 | Ливерпуль |
| --------------- | --- | --------- |
|                 |     |           |

Вторая переигровка
| Шеффилд Юнайтед | 1:0 | Ливерпуль |
| --------------- | --- | --------- |
|                 |     |           |

## Финал
Финал прошёл 15 апреля 1899 года на лондонском стадионе «Кристал Пэлас».  В нём встретились «Шеффилд Юнайтед» и «Дерби Каунти». Победу со счётом 4:1 одержал шеффилдский клуб.
| Шеффилд Юнайтед                                | 4:1 | Дерби Каунти |
| ---------------------------------------------- | --- | ------------ |
| Беннетт 60′ · Бир 65′ · Алмонд 69′ · Прист 89′ |     | Боаг 12′     |

| Шеффилд Юнайтед | Дерби Каунти |